# Borngraben (Odenbach)
Der Borngraben ist ein gut einen  Kilometer langer orographisch rechter Zufluss des Odenbaches in den rheinland-pfälzischen Landkreis Kusel auf dem Gebiet der zur Verbandsgemeinde Lauterecken-Wolfstein gehörenden Ortsgemeinde Hefersweiler.

## Verlauf
Der Borngraben entspringt im Naturraum Moschelhöhen des Nordpfälzer Berglandes auf einer Höhe von 305 m ü. NHN in einer landwirtschaftlich genutzten Zone am südwestlichen Fuße der Berzweiler Höhe (355,9 m). Seine Quelle liegt mitten in dichtem Gehölz knapp siebenhundert Meter östlich des zur Ortsgemeinde Hefersweiler gehörenden Ortsteiles Berzweiler.
Der Bach fließt begleitet von spärlichem Bewuchs zunächst in fast westlicher Richtung zwischen der Flur Wingertsheck auf seiner rechten Seite und der Flur Krummstück auf der linken etwa dreihundert Meter durch Ackerland in einem anfangs noch recht weiten Tale am Fuße der Berzweiler Höhe entlang. Der Borngraben zwängt sich dann in der gleichnamigen Flur westsüdwestwärts durch ein nunmehr enges, zwischen der Berzweiler Höhe und dem 363,9 m hohen Reiterberg liegendes und unter Naturschutz stehendes Kerbtal, das mit dichtem Feldgehölz aus einheimischen Baumarten bewachsen ist. Der Bach wird dort auf seiner linken Seite von der Bergstraße begleitet. Südlich der Straße liegt eine geschützte Streuobstweide.
Er erreicht nun das Dörfchen Berzweiler. Südlich des Ortes wachsen in einer unter Naturschutz stehenden Magerwiese viele Pflanzenarten. Der Bach verschwindet dann kurz danach verrohrt in den Untergrund, um dann nach etwa zweihundert Metern westlich der Landesstraße 382 (Talstraße) wieder an der Oberfläche aufzutauchen. Er läuft dann gesäumt von Büschen und Bäumen in der Flur Hofstatt durch eine Grünzone und mündet schließlich etwa hundert Meter westlich der Ortschaft auf einer Höhe von 221 m von rechts in den aus dem Süden kommenden Odenbach.

## Daten
Der Borngraben hat ein Einzugsgebiet von 89 ha und entwässert sich über den Odenbach, den Glan, die Nahe und den Rhein in die Nordsee. Der Höhenunterschied von seiner Quelle bis zu seiner Mündung beträgt 84 m, was bei einer Lauflänge von 1,111 km einem mittleren Sohlgefälle von 75,6 ‰ entspricht.

## Natur und Umwelt
An den Ufern des Baches stehen Stieleichen, Schwarzpappeln, Eschen, Schwarzerlen, Bruch- und Mandelweiden sowie Schwarzer Holunder, Rote Johannisbeere, Zweigriffliger Weißdorn und Haselnusssträucher und
unten in der Krautschicht gedeiht der Gundermann, der Stinkstorchschnabel, das Echte Mädesüß, die Große Brenn- und die Berggoldnessel.
In dem engen Kerbtal stehen am Rande des Bachs Robinien,  Rotbuchen, Stieleichen, Eschen, Fichten, Berg-, Spitz- und Feldahorne sowie Süßkirsch- und Walnussbäume. Außerdem wachsen dort noch Schlehen, Zweigrifflige Weißdorn- und Haselnusssträucher sowie der Blaurote Hartriegel, der Schwarze Holunder, das Efeukraut, die Brom- und die Rote Johannisbeere  und unten am Boden können sich dort die Große Brennnessel, der Waldziest, das Scharbockskraut, die Berggoldnessel, der Gundermann, die Echte Nelkenwurz, der Stinkstorchschnabel, der Gewöhnliche Wurmfarn, die Waldzwenke und die Knoblauchsrauke gut entfalten.